# Typhon Yagi
Le typhon Yagi est un cyclone tropical particulièrement puissant ayant provoqué des inondations et des glissements de terrain en Asie, d'une ampleur inédite depuis le début du XXIe siècle. Il a d'abord frappé début septembre 2024 les Philippines et le sud de la Chine, faisant au moins 24 morts et des dizaines de blessés. Il a ensuite causé la mort de 613 personnes dans quatre pays et des centaines de disparitions selon un bilan provisoire du 19 septembre : 299 au Vietnam, 293 tués et 89 disparus en Birmanie, 20 tués en Thaïlande et un tué au Laos.

## Évolution météorologique

Le typhon Yagi touchant le Viêt Nam le 7 septembre.

Le 30 août 2024, l'Agence météorologique du Japon (JMA) a signalé la formation d'une zone dépressinnaire à environ 540 km au nord-ouest de Palaos qui est devenue une dépression tropicale le lendemain. Le 1er septembre, l'Administration des services atmosphériques, géophysiques et astronomiques des Philippines (PAGASA) l'a nommé Enteng. Grâce à des conditions très favorables, le système est passé à tempête tropicale et a été nommé Yagi par le JMA. Alors que le système progressait le long de la côte de l'île de Luçon le 2 septembre, la tempête a touché terre à Casiguran (Aurora).
Le 3 septembre, la tempête affaiblie a émergé au-dessus de la mer de Chine méridionale et a commencé à fusionner avec une circulation secondaire située à l'ouest du golfe de Lingayen. Vers 6 h UTC, le JMA a signalé que Yagi s'était intensifié en une violente tempête tropicale en raison des températures élevées de la surface de la mer. Tôt le lendemain, le JMA a rehaussé le système à typhon alors qu'un œil commençait à se former sur les images satellite, subissant une intensification rapide.
Le 5 septembre, Yagi est de venu un super typhon, équivalent d'un ouragan de catégorie 5 dans l'échelle de Saffir-Simpson, avec des vents soutenus estimés de 260 km/h sur une minute. De son côté, le JMA a estimé qu'il a atteint son intensité maximale avec une pression centrale minimale de 915 hPa et des vents soutenus maximum sur 10 minutes de 195 km/h,. Il s'agissait seulement de la quatrième tempête de ce type dans la mer de Chine méridionale, après Pamela en 1954 , Rammasun en 2014 et Rai en 2021.
Le 6 septembre, un peu affaibli, Yagi touche terre près de Wenchang dans le Hainan et traverse le nord de la province, passant  directement au-dessus de Haikou, avant de toucher à nouveau terre dans le comté de Xuwen, dans la province continentale du Guangdong et d'entrer dans les eaux libres du golfe du Tonkin.
Le typhon touche le Viêt Nam les 7 et 8 septembre, notamment les villes de Haïphong et de Hanoï. C'est le cyclone le plus puissant qu'à connu le Viêt Nam depuis 30 ans. Des inondations provoquent l’effondrement d’un pont traversant le fleuve Rouge, qui fait 10 victimes. De nombreux disparus sont liés à des coulées de boues.
Peu de temps après avoir touché terre au Viêt Nam, Yagi s'est affaibli rapidement alors qu'il se déplaçait vers le sud-ouest devenant une dépression tropicale le 8 septembre. Le JMA a continué de surveiller le système jusqu'à ce qu'il soit noté pour la dernière fois à 18 h UTC ce jour-là.
Cependant la dépression tropicale fait d'importants dégâts et plusieurs centaines de victimes en Birmanie, pays qui déjà fragilisé par une guerre civile, le gouvernement birman demandant même de l'aide internationale,.
Par la suite, les restes de Yagi ont commencé à se diriger vers le nord de l'océan Indien, contribuant à la formation six jours plus tard de la dépression profonde BOB 05 dans ce bassin océanique.

## Bilan

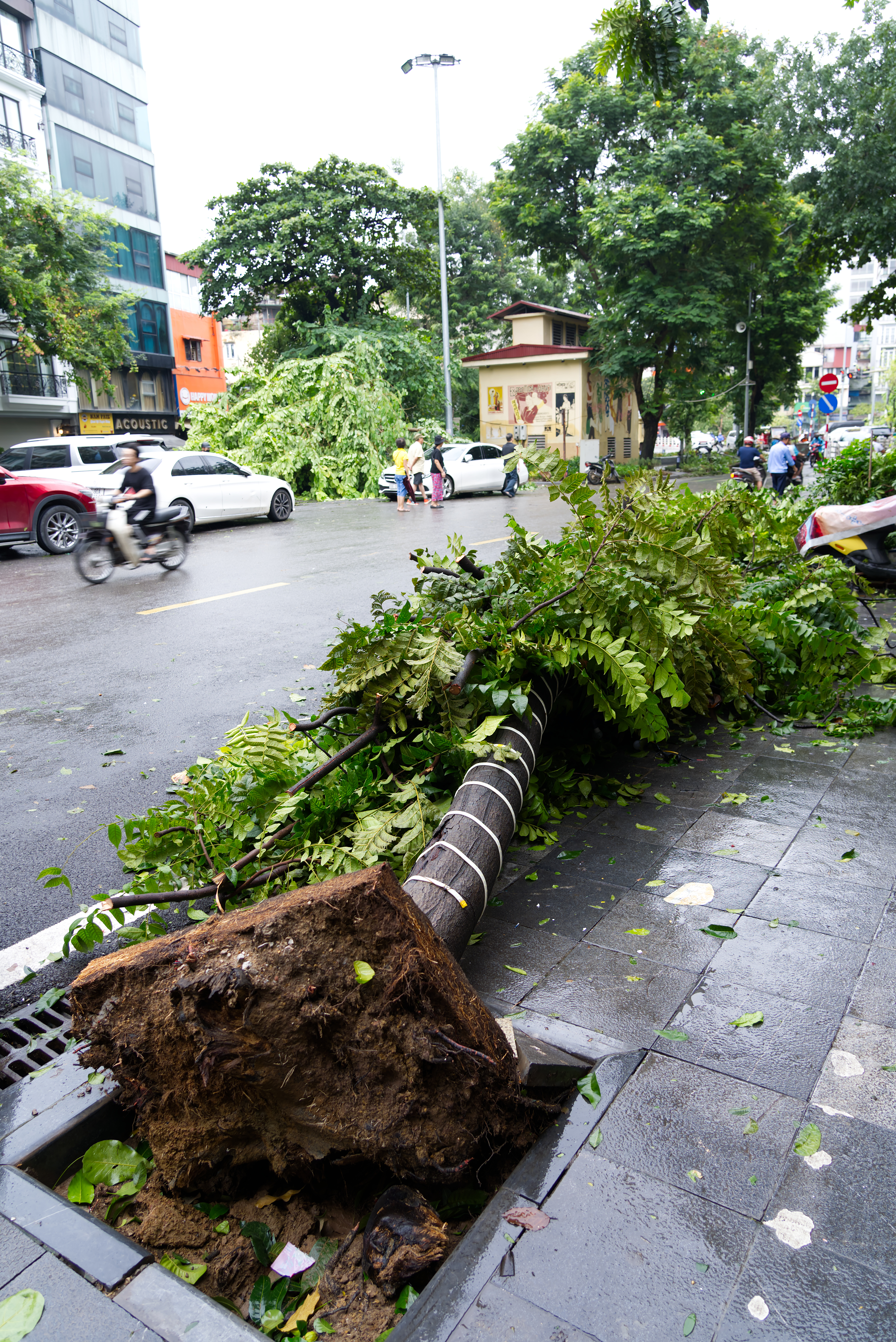
Un arbre arraché à Hanoi après le passage du typhon.

Le typhon Yagi fait à partir du 7 septembre 2024 plus de 350 morts dont 233 tués et des dizaines de disparus dans le nord du Viêt Nam et cause d’importantes destructions. Il avait traversé le sud de la Chine et les Philippines, y faisant au moins 24 morts et des dizaines de blessés. La Thaïlande confirme le 12 septembre la mort de neuf personnes et la Birmanie annonce, le 19 septembre, 293 morts et 89 disparus,,,, avant que le bilan en Birmanie ne monte a 419 morts.